# Òliba banyuda de Sri Lanka
L'òliba banyuda de Sri Lanka (Phodilus assimilis) és un ocell rapinyaire nocturn de la família dels titònids (Tytonidae). Endèmic de les muntanyes de Sri Lanka. El seu estat de conservació es considera de risc mínim.
Tradicionalment s'ha considerat una subespècie de Phodilus badius.